# Marx e la pedagogia moderna
Marx e la pedagogia moderna è un saggio del pedagogista e storico italiano Mario Alighiero Manacorda, pubblicato per la prima volta nel 1966. 

## Contenuto
L’opera vuole dimostrare che esiste una pedagogia marxiana, che trova nell'onnilateralità dell’uomo, nel lavoro, e nella scuola politecnica i propri connotati. 
C’è una riflessione sull'uomo alienato e sul suo bisogno di emanciparsi da questa alienazione, per realizzarsi nella propria integralità che è contrassegnata da Marx proprio come onnilateralità, cioè come sviluppo completo della sua stessa umanità. Questa pedagogia è realizzabile solo in una società in cui l’emancipazione dell’uomo costituisce l’obiettivo principale della società stessa. 

## Edizioni
- Mario Alighiero Manacorda, Marx e la pedagogia moderna, Editori Riuniti, 1966